# Amtsgericht Filehne
Das Amtsgericht Filehne war ein preußisches Amtsgericht mit Sitz in Filehne.

## Geschichte
Das königlich preußische Amtsgericht Filehne wurde mit Wirkung zum 1. Oktober  1879 als eines von 13 Amtsgerichten im Bezirk des Landgerichtes Schneidemühl im Bezirk des Oberlandesgerichtes Marienwerder gebildet. Der Sitz des Gerichtes war Filehne. Sein Gerichtsbezirk umfasste aus dem Kreis Czarnikau den Stadtbezirk Filehne, die Polizeidistrikte Stadt Filehe und Kreuz, den Polizeidistrikt Schloß Filehne ohne den Gutsbezirk Behlerglasfabrik, aus dem Polizeidistrikt  Czarnikau II (Lubasz) den Gutsbezirk Mathens-Vorwerk, sowie aus dem Gutsbezirk  Czarnikau III (Czarnikau-Hammer) die Vorwerke Klein-Kotten und Kottenbruch, aus dem Kreis Deutsch-Krone den Stadtbezirk Märkisch-Friedland, die Amtsbezirke Schloß Märkisch-Friedland, Polnisch-Fuhlbeck, Hoffstädt und Petznick sowie den Amtsbezirk Marxdorf ohne den Gemeindebezirk Lubsdorf. Am Gericht bestanden 1880 drei Richterstellen. Das Amtsgericht war damit ein mittelgroßes Amtsgericht im Landgerichtsbezirk. Der Amtsgerichtsbezirk kam aufgrund des Versailler Vertrages 1919 teilweise zu Polen. Der Rest des Sprengels des Amtsgerichtes Filehne, der beim Deutschen Reich geblieben war, wurde dem Amtsgericht Schönlanke zugeordnet. Diese Änderungen traten zum 1. Januar 1920 in Kraft. Im Jahre 1939 wurde Polen deutsch besetzt. Im Rahmen der Neuorganisation der Gerichte in Ostdeutschland und im ehemaligen Polen wurden der Sprengel des Amtsgerichtes Filehne wieder erweitert, dieses nun aber dem Landgericht Posen zugeordnet.
Im Jahre 1945 wurde der Amtsgerichtsbezirk unter polnische Verwaltung gestellt, und die deutschen Einwohner wurden vertrieben. Damit endete auch die Geschichte des Amtsgerichtes Filehne.